# Itáliai–nyugati újlatin nyelvek
Az itáliai–nyugati vagy italo–nyugati újlatin nyelvek az újlatin nyelvek egyik ága, amely a szűkebb nyelvészeti értelemben vett nyugati újlatin nyelveket, valamint a keleti és a nyugati latinság közötti átmeneteket alkotó itáliai nyelveket és dialektusokat foglalja magába.

## Csoportosításuk
- Nyugati és itáliai újlatin nyelvek[1]
  - Nyugati újlatin nyelvek[2]
    - Iberoromán nyelvek[3]
      - portugál és galiciai
      - spanyol, asztúriai és aragóniai[4]
      - katalán

    - Galloromán nyelvek[5]
      - okcitán (és dialektusai)
      - francia (és dialektusai: vallon, pikárd stb.)
      - rétoromán dialektusok (romans, ladin és friuli)
      - galloitáliai (északolasz) dialektusok (emilián–romanyol, ligur, lombard, piemonti, velencei)

    - Déli csoport
      - szárd dialektusok[6]

  - Itáliai nyelvek[7]
    - olasz, nápolyi és calabriai dialektusok, valamint szicíliai
    - korzikai[8]

 megjegyzés: Az Ethnologue szerinti csoportosítás némileg eltér a fenti nyelvészeti besorolástól.